# Heinrich Georg Franz Stockmann
Heinrich Georg Franz Stockmann (né le 14 janvier 1825 à Ritzerau en ville libre de Lübeck -  mort le 6 janvier 1906 à Bad Kreuznach, province de Rhénanie) est un commerçant et homme d'affaires très actif à Helsinki en Finlande.

## Biographie
Stockmann arrive en Finlande en 1852 comme comptable de la Verrerie de Nuutjärvi
La verrerie de Nuutjärvi créant des verreries et des magasins de vente dans le sud de la Finlande.
Stockmann devient directeur de la boutique de verrerie ouverte, en 1859, dans la maison Lampa en bordure de la place du Marché d'Helsinki. 
La boutique porte le nom Stockmann et celui-ci l'achète le 1er février 1862, qui est considéré rétrospectivement comme étant la date de création de la société Stockmann qui deviendra la chaîne de grands magasins Stockmann.